# Hoplia kamerunica
Hoplia kamerunica är en skalbaggsart som beskrevs av Moser 1918. Hoplia kamerunica ingår i släktet Hoplia och familjen Melolonthidae. Inga underarter finns listade i Catalogue of Life.